# Snellville
Snellville é uma cidade localizada no estado americano de Geórgia, no Condado de Gwinnett.

## Demografia
Segundo o censo americano de 2000, a sua população era de 15.351 habitantes.
Em 2006, foi estimada uma população de 19.983, um aumento de 4632 (30.2%).

## Geografia
De acordo com o United States Census Bureau tem uma área de 25,1 km², dos quais 25,0 km² cobertos por terra e 0,1 km² cobertos por água. Snellville localiza-se a aproximadamente 285 m acima do nível do mar.

## Localidades na vizinhança
O diagrama seguinte representa as localidades num raio de 16 km ao redor de Snellville.